# Sarajewo

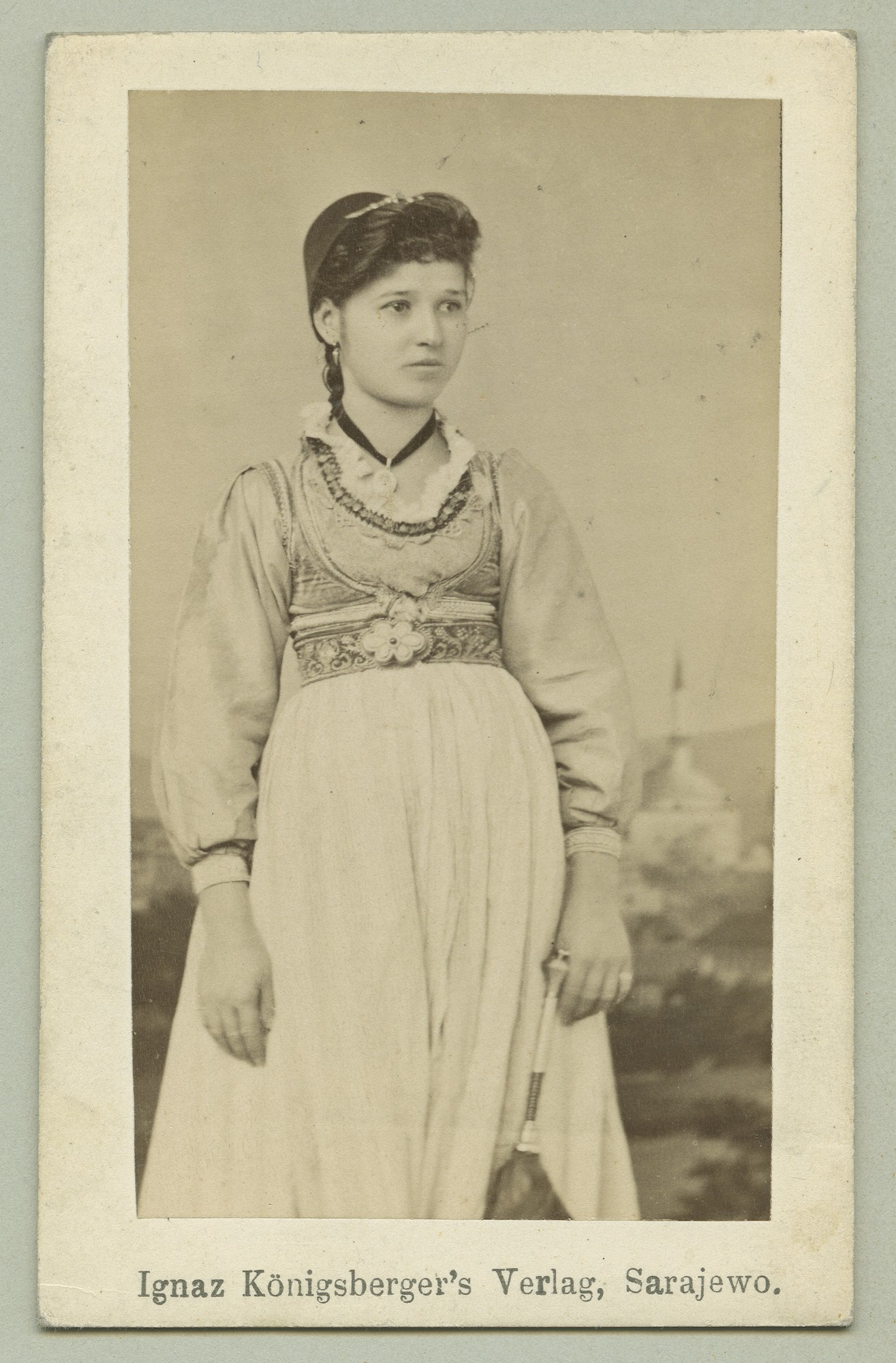
Młoda, niezamężna mieszkanka Sarajewa, 1890

Sarajewo (serb.-chorw. Sarajevo, Сарајево IPA: [sǎrajɛʋɔ], tur. Saraybosna) – stolica Bośni i Hercegowiny zamieszkana przez 275 tys. osób (2013). Sarajewo sąsiaduje od wschodu z Sarajewem Wschodnim (ok. 60 tys. mieszkańców), formalną stolicą Republiki Serbskiej.
Założone w 1462 r. przez Turków Osmańskich. W 1914 r. miejsce zabójstwa arcyksięcia Franciszka Ferdynanda. Odbyły się tu Zimowe Igrzyska Olimpijskie 1984. Silnie zniszczone w rezultacie działań wojennych 1992-1995. Najszybciej rozwijające się miasto w Bośni i Hercegowinie. 

## Geografia
Sarajewo leży w centralnym punkcie Bośni i Hercegowiny. Zajmuje powierzchnię 142 km². Przepływa przez nie rzeka Miljacka. W pobliżu dzielnicy Ilidża znajduje się malownicze źródło rzeki Bośnia (Vrelo Bosne). Miasto położone jest na wysokości 500 m n.p.m., w kotlinie pomiędzy pięcioma górami pasma Alp Dynarskich: Bjelašnica (2067 m), Igman (1502 m), Jahorina (1913 m), Trebević (1627 m), Treskavica (2088 m). Duża część miasta położona jest na stromych stokach, co wpływa na zabudowę i układ ulic. W okolicznych górach (Bjelašnica, Igman, Jahorina) czynne są ośrodki narciarskie.

## Historia
Okolice dzisiejszego Sarajewa zamieszkane były już w czasach prehistorycznych. W Butmirze, obecnie przedmieściu Sarajewa, w latach 1893–1896 odsłonięto ślady osad z okresu neolitycznego sprzed ok. 4500 lat. Tereny te były również zamieszkane w czasach rzymskich (rzymska osada na terenie dzielnicy Ilidża).
W średniowieczu w miejscu dzisiejszego Sarajewa istniała osada Vrhbosna.
Nowożytne Sarajewo założone zostało w 1462 r. i znacznie rozbudowane przez pierwszego osmańskiego władcę Bośni Isa-beg Isakovicia. W okresie panowania tureckiego Sarajewo było centrum administracyjno-politycznym Bośni osmańskiej. W 1697 r., po spaleniu miasta przez wojska austriackie, stolicę przeniesiono do Travnika.
W 1878 r. Bośnia została zajęta przez Austro-Węgry. Pod rządami austriackimi Sarajewo zmodernizowano i znacznie rozbudowano.
28 czerwca 1914 r. w Sarajewie serbski nacjonalista, Gavrilo Princip, dokonał zamachu na austriackiego następcę tronu, arcyksięcia Ferdynanda. Wydarzenie to było bezpośrednią przyczyną wybuchu I wojny światowej.
Jesienią 1918 r. mjr Artur Ganczarski (legionista) utworzył w Sarajewie Legion Polski w sile 600 żołnierzy i 63 oficerów, który przyprowadził do Polski, do Krakowa w dniu 25 listopada 1918 r. Legion ten traktuje się jako część składową Armii Hallera.
Po I wojnie światowej, w Królestwie Serbów, Chorwatów i Słoweńców miasto było stolicą prowincji – Drińskiej banowiny.
Po II wojnie światowej Sarajewo zostało stolicą republiki Bośni i Hercegowiny. Rozwinęło się w ważne centrum handlowo-przemysłowe. Szczyt rozkwitu przypadł na lata osiemdziesiąte. W 1984 r. w Sarajewie odbyły się zimowe igrzyska olimpijskie.
Podczas wojny w Bośni, po rozpadzie Jugosławii, miasto było oblegane przez Bośniackich Serbów. Oblężenie rozpoczęło się 6 kwietnia 1992 r. i trwało do końca października 1995. Podczas oblężenia miasto było cały czas ostrzeliwane z otaczających gór, odcięte od dostaw wody i prądu, a żywność dostarczano nieregularnie. Zginęło ponad 10 500 osób, praktycznie wszystkie budynki zostały zniszczone lub uszkodzone. O walkach i związanych z nimi tragicznych dla mieszkańców skutkach opowiadają m.in. film dokumentalny Miss Sarajevo (1995), dramat wojenny Aleja snajperów (1997) i dramat społeczny Grbavica (2005). Powstały także piosenki „Miss Sarajevo”, opowiadająca
o tragedii w tym mieście, autorstwa U2 i Luciano Pavarottiego oraz „Bosnia” zespołu The Cranberries. W latach 90. także w polskiej muzyce można było odnaleźć akcenty związane z sytuacją Sarajewa: punkowy zespół „Łysina Lenina” nagrał piosenkę o wspomnianych wydarzeniach pt. „Sarajewo”, a także zespół Balkan Electrique, piosenkę pt. „Sarajevo (Dimitrica II)”.
Od zakończenia wojny i zawarcia w listopadzie 1995 r. układu z Dayton, Sarajewo jest odbudowywane, głównie przy wsparciu finansowym Unii Europejskiej. Ślady wojny są jednak cały czas wyraźne, a tereny położone bezpośrednio wokół miasta są wciąż zaminowane.

## Demografia

### Grupy etniczne
Ponad 80% populacji Sarajewa stanowią Boszniacy, pozostałe 20% to głównie Serbowie oraz Chorwaci.

### Religia

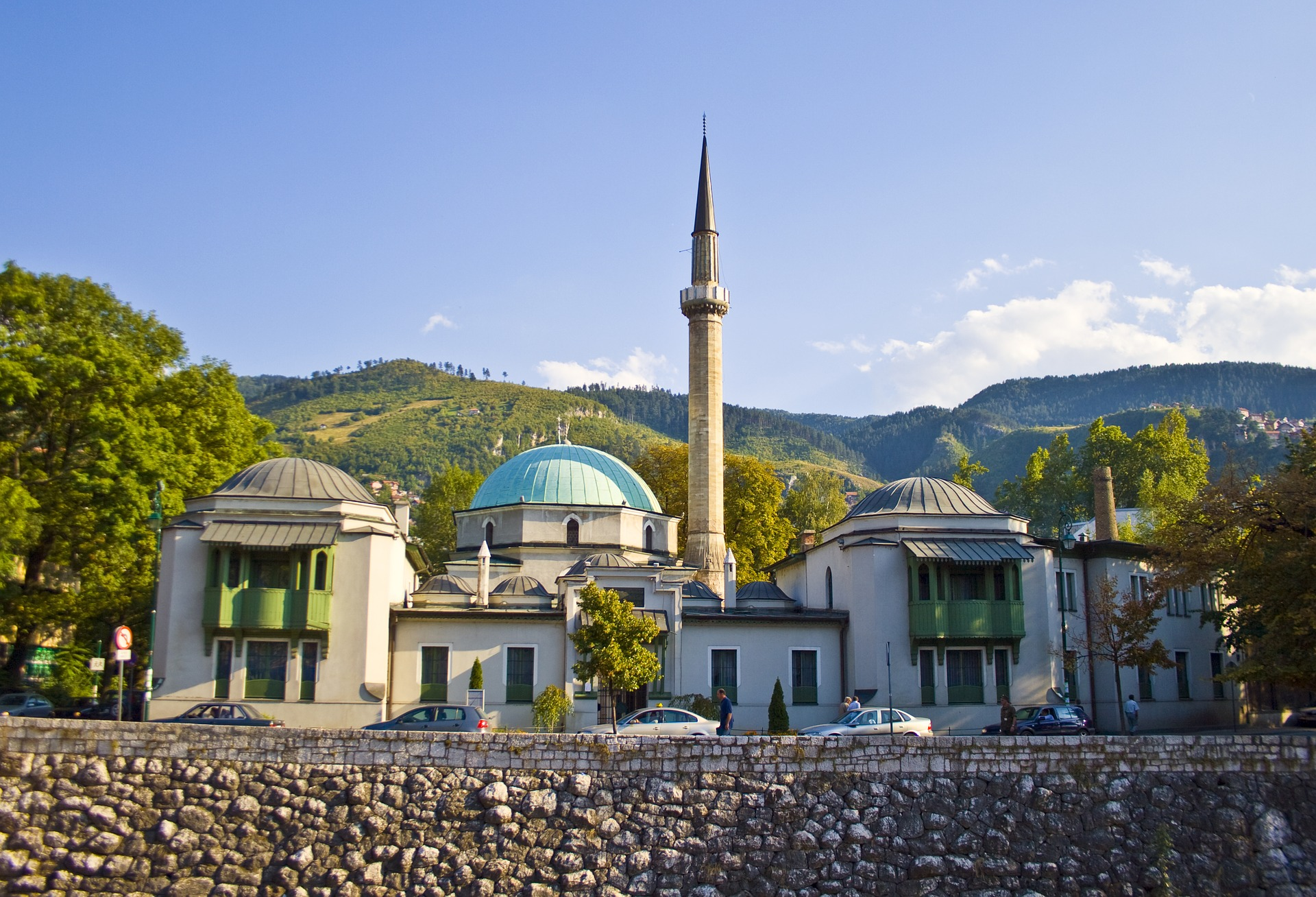
Meczet Cesarski w Sarajewie

W mieście znajduje się kilkanaście meczetów, trzy kościoły katolickie, trzy cerkwie oraz trzy synagogi z których tylko jedna jest aktywna.

## Szkolnictwo

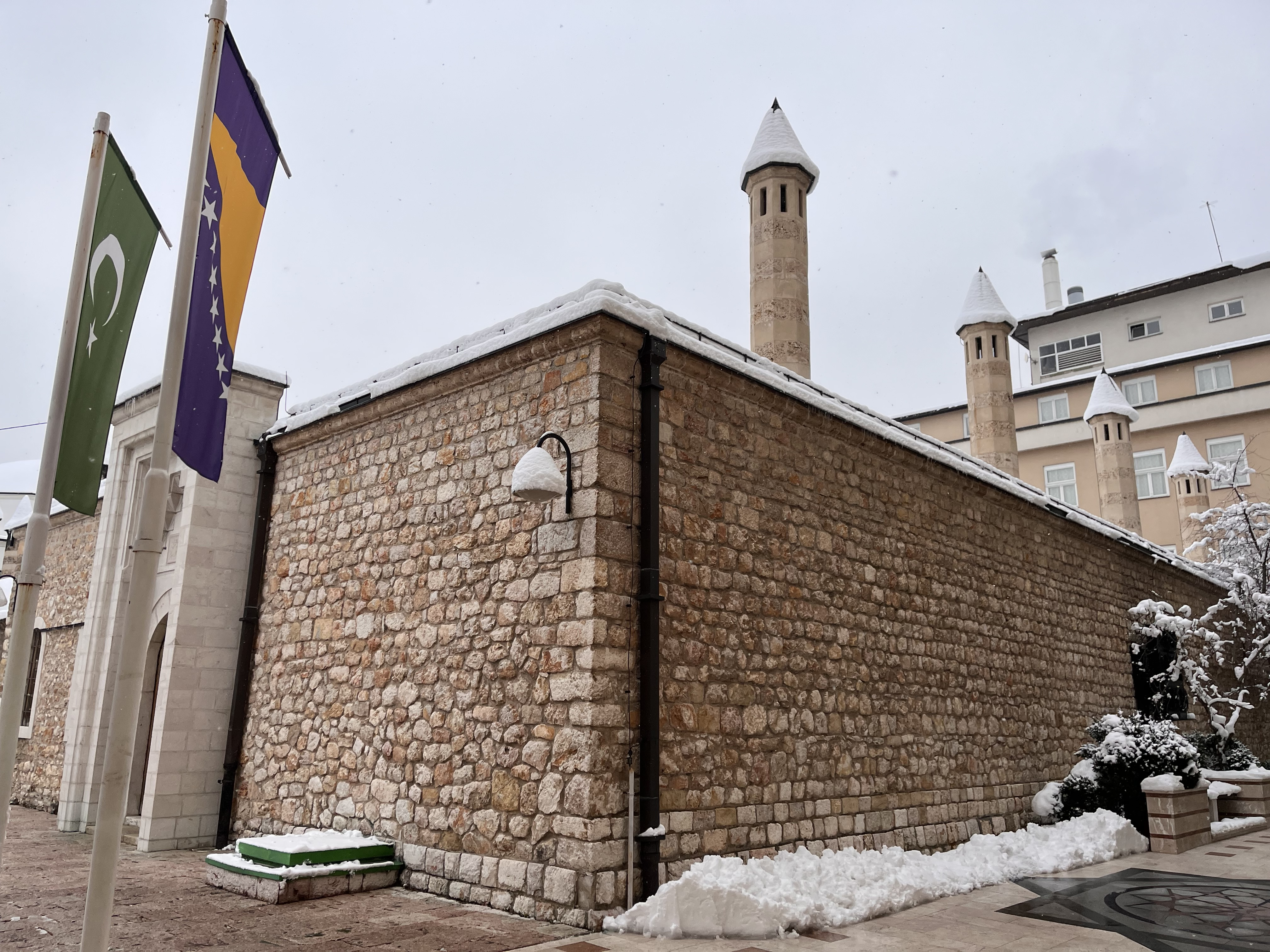
Medresa Seldžukija w Sarajewie założona przez Gazi Husrev-Bega w 1537

W 1537 roku powstała w Sarajewie Biblioteka Gazi Husrev-bega, która obecnie należy do Uniwersytetu w Sarajewie. Gdy Bośnię i Hercegowinę przejęli Austriacy w 1888 roku otwarto Muzeum Narodowe, a w 1890 roku katolickie seminarium. W 1892 roku otwarto prawosławne seminarium. W 1940 roku w Sarajewie otwarto Wydział Rolniczo-Leśny, a następnie w 1944 roku Wydział Lekarski, który wznowił działalność po zakończeniu II wojny światowej. W 1946 roku otwarto Wydział Prawa i Wyższą Szkołę Pedagogiczną oraz Instytut Biologii. W 1948 roku wznowił działalność Wydziału Rolniczo–Leśny, a w 1949 roku otwarto Wydział Techniki (Tehnički fakultet). W 1949 roku Zgromadzenie Ludowej Republiki Bośni i Hercegowiny uchwaliło ustawę o Uniwersytecie. Rozpoczął on działalność 2 grudnia 1949 roku. W 1950 roku powstały wydziały Filozoficzny oraz Weterynarii. Obecnie (2022) w skład Uniwersytetu wchodzi 19 wydziałów, 3 akademie (Sztuk Pięknych, Akademija scenskih umjetnosti (Teatralna) i Muzyczna), 4 kolegia w Sarajewie i 2 wydziały w Zenicy. Studentom Uniwersytetu służy Biblioteka Narodowa i Uniwersytecka Bośni i Hercegowiny.

## Sarajewo Wschodnie

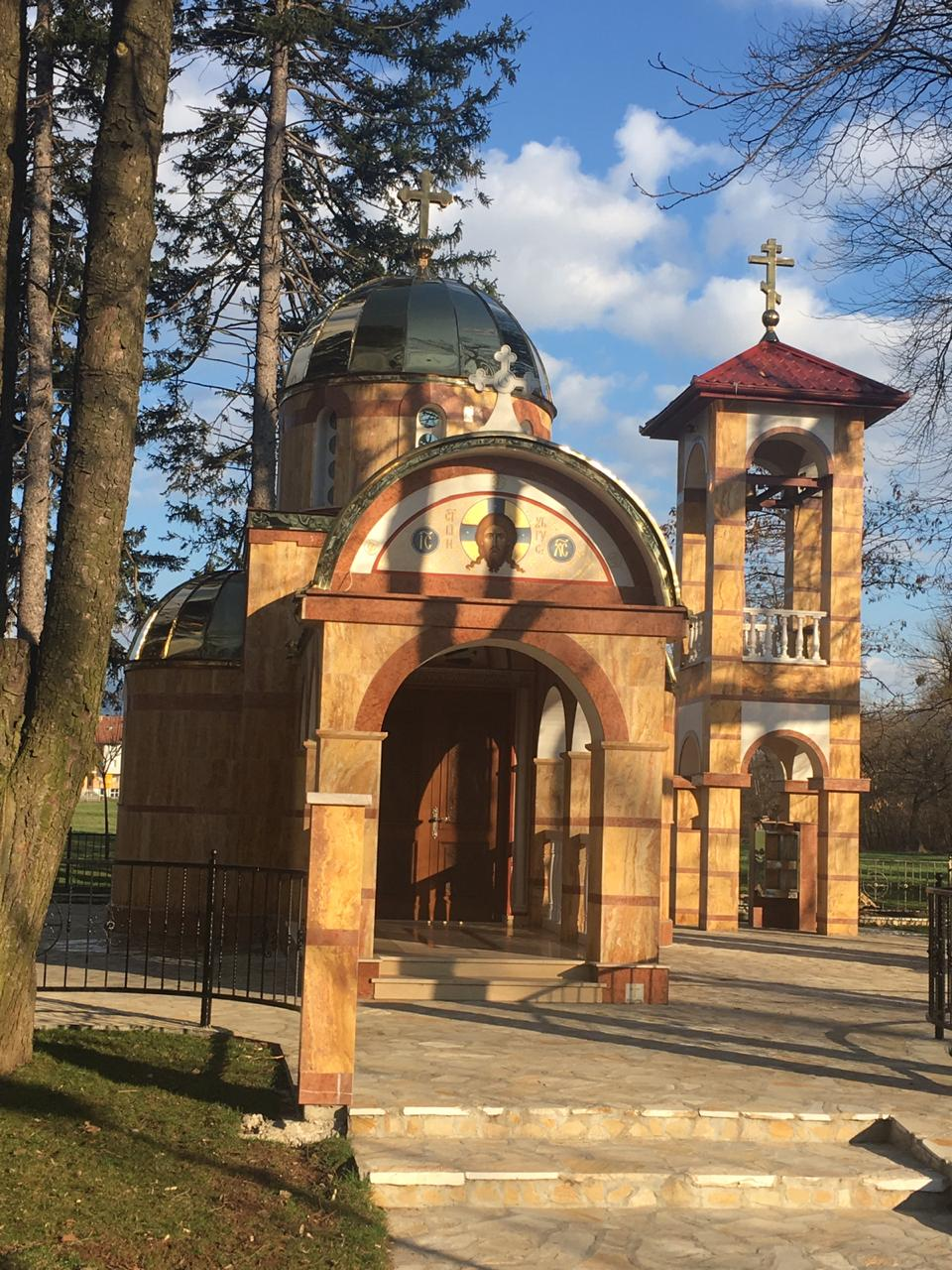
Serbska cerkiew prawosławna w Sarajewie Wschodnim

W odpowiedzi na postanowienia układu z Dayton, który miasto Sarajewo przydzielił Federacji Bośni i Hercegowiny, podsarajewskie miejscowości znajdujące się na terenie Republiki Serbskiej zostały połączone w jeden rozległy organizm administracyjny pod nazwą Sarajewo Wschodnie (pierwotnie Sarajewo Serbskie). Niezależnie od wewnętrznego podziału Sarajewa Wschodniego na 6 gmin (opštine), fragment silniej zurbanizowanej części miasta jest również określany przez Serbów jako „Sarajewo”, i pod tą nazwą pełni funkcję symbolicznej stolicy Republiki Serbskiej.

## Zabytki i atrakcje turystyczne
- Ratusz w Sarajewie – Zabytkowa siedziba władz miejskich Sarajewa
- kościół św. Antoniego Padewskiego
- Synagoga w Sarajewie
- Most Łaciński – Most na rzece Miljacka
- Brusa Bezistan – Kryty bazar
- Meczet Cesarski – Jedna z pierwszych muzułmańskich świątyń w Bośni i Hercegowinie
- Meczet Ali Paszy
- Sobór Narodzenia Matki Bożej w Sarajewie – Katedra prawosławna należąca do Serbskiego Kościoła Prawosławnego
- Instytut Bośniacki – muzeum, galeria, biblioteka i ośrodek kultury
- Muzeum Dzieciństwa Czasu Wojny[12].

## Miasta partnerskie
Miasta partnerskie Sarajewa:
- Ankara, Turcja (1994)
- Baku, Azerbejdżan (1972)
- Barcelona, Hiszpania (1996)
- Budapeszt, Węgry (1995)
- Bursa, Turcja (1979)
- Calgary, Kanada (1986)
- Collegno, Włochy (1994)
- Coventry, Wielka Brytania (1957)
- Dayton, Stany Zjednoczone (1999)
- Doha, Katar (19.02.2018)
- Ferrara, Włochy (1978)
- Friedrichshafen, Niemcy (1972)
- Innsbruck, Austria (1980)
- Stambuł, Turcja (1997)
- Kuwejt, Kuwejt (1998)
- Madryt, Hiszpania (2007)
- Magdeburg, Niemcy (1972)
- Neapol, Włochy (1976)
- Prato, Włochy (1995)
- Pula, Chorwacja (2012)
- Serre Chevalier, Francja (1995)
- Skopje, Macedonia Północna (14.11.2017)
- Sztokholm, Szwecja (1997)
- Teheran, Iran (31.10.2016)
- Tiencin, Chiny (1981)
- Tilimsan, Algieria (1964)
- Tirana, Albania (1996)
- Trypolis, Libia (1976)
- Wenecja, Włochy (1994)
- Wolfsburg, Niemcy (1985)